# Gobierno de José Luis Bustamante y Rivero
El gobierno de José Luis Bustamante y Rivero en el Perú se inició el 28 de julio de 1945 y culminó el 29 de octubre de 1948, cuando fue derribado por un golpe militar encabezado por el general Manuel Odría.

## Toma de mando
El jurista arequipeño José Luis Bustamante y Rivero ganó las elecciones generales del Perú de 1945 encabezando una coalición de partidos denominado el Frente Democrático Nacional (FDN), cuyo principal miembro era el partido aprista liderado por Víctor Raúl Haya de la Torre.
Bustamante y Rivero juró la presidencia del Perú el 28 de julio de 1945, es decir, en la misma fecha en que se realizaba el aniversario patrio. Su primer vicepresidente era el poeta José Gálvez Barrenechea. Su primer gabinete ministerial estaba presidido por el arequipeño Rafael Belaúnde Diez Canseco, quien ocupó la cartera de Gobierno y Policía.
Bustamante deseaba que imperara en el Perú una democracia auténtica, con reformas sociales que llegaran a todos sus habitantes. Pero desde el primer momento tuvo que enfrentar serios problemas económicos y sociales, como efecto de la Segunda Guerra Mundial que por esos días ya finalizaba. Escaseaban los productos alimenticios; había dificultades para el desarrollo de las industrias nacionales; escaseaba la moneda extranjera, entre otras situaciones que acentuaron la crisis económica que ya se perfilaba desde el final del primer gobierno de Prado, trayendo como inevitable secuela el malestar social. No obstante la aguda crisis, el gobierno de Bustamante se caracterizó por su tendencia a afianzar la democracia política y por un amplio goce de las libertades públicas.

## Gobierno

### Crisis política
En el aspecto político, no tardó en ocurrir la ruptura del Frente Democrático Nacional, pues su principal integrante, el Partido Aprista de Haya de la Torre, quiso convertir al presidente Bustamante en un simple instrumento de sus intereses, bajo el argumento de que los votos de sus militantes lo habían llevado al poder. Como Bustamante se negó a asumir el papel de marioneta, ocurrieron serios roces entre el presidente y los apristas, que a la postre llevarían a una ruptura total entre ambos.
El partido aprista tenía una sólida posición en el Congreso, en los sindicatos, en las universidades y en los municipios de todo el país. Sus miembros presionaron hasta hacer aprobar leyes demagógicas y pusieron en los puestos claves de la administración pública a sus partidarios. Para contrarrestar esta ofensiva aprista, elementos conservadores y hasta entonces apolíticos, formaron los partidos Social Republicano y el Movimiento Cívico Independiente, pero no lograron nada efectivo.
El gobierno también sufrió la oposición de la oligarquía detentadora del poder económico, que miraba con malos ojos los planes renovadores de Bustamante, así como a algunas de sus políticas económicas, como el control de cambios, que les afectaba directamente a sus bolsillos. Esta oligarquía, cuya riqueza se sustentaba en la exportación agro-minera, puso serias trabas a la labor del presidente, al restringir las inversiones y al ocultar o disminuir el volumen de la producción.
En septiembre de 1945, el APRA planteó la interpelación del entonces titular de Agricultura, el ingeniero Enrique Basombrío, quien, en medio del debate no supo precisar el precio de los pallares en Ica, tras lo cual renunció al cargo.

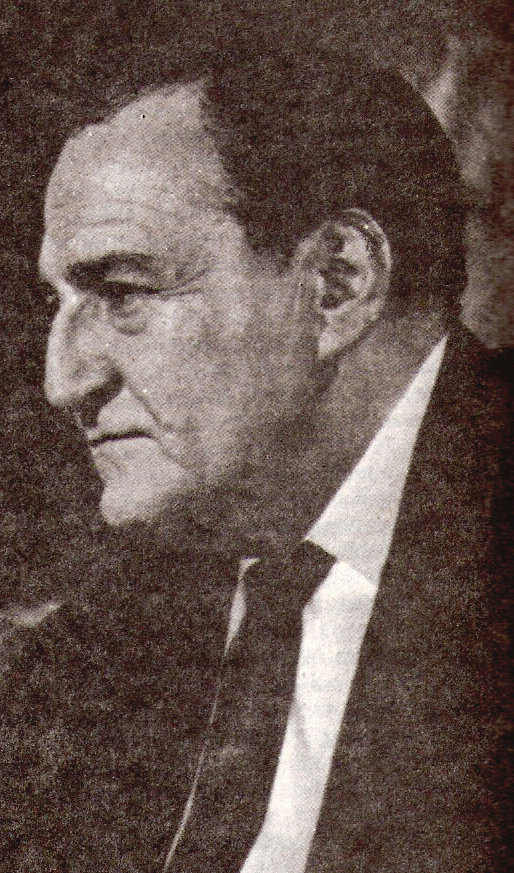
Víctor Raúl Haya de la Torre.

Un proyecto de ley de imprenta fue presentado por la Célula Parlamentaria Aprista, ley que los grandes diarios (El Comercio y La Prensa) consideraron que limitaba la libertad de prensa, por lo que la bautizaron como la «ley de la mordaza». Las juventudes independientes (es decir, antiapristas) convocaron una manifestación en el Parque Universitario, alzando la bandera de la libertad de expresión. Por su parte, los apristas organizaron una contramanifestación (7 de diciembre de 1945). El premier Rafael Belaúnde pronunció entonces una frase que le fue duramente recriminada: «Si las ideas se combaten con ideas, las masas se combaten con las masas». Ante la amenaza del presidente Bustamante de observar la ley, los apristas aprobaron una segunda ley que modificaba la primera, logrando así atemperar las protestas. No obstante, este incidente provocó la caída del gabinete Belaúnde, que a principios de 1946 fue reemplazado por otro presidido por el doctor Julio Ernesto Portugal.
En 1946 se realizaron elecciones complementarias para proveer quince vacantes en la Cámara de Diputados y cuatro en el Senado. El APRA ganó 13 diputaciones y 1 senaduría. De otro lado, Luis A. Flores, de la Unión Revolucionaria, ganó la senaduría de Piura.
En ese mismo año de 1946 se produjo en el parlamento un ardoroso debate para la aprobación del “Contrato de Sechura”, por el cual el gobierno autorizaba a la International Petroleum Company (IPC) a explorar, y eventualmente, a explotar yacimientos petrolíferos en el desierto de Sechura, situado en el departamento de Piura. Los opositores al gobierno (que a la vez eran antiapristas) calificaron el contrato de “entreguista” y desataron una campaña demagógica, que tuvo gran impacto en la opinión pública. El contrato fue aprobado por la cámara de diputados, pero quedó pendiente su aprobación en el Senado.

### El Crimen Graña
La crisis política llegó a su clímax con el asesinato de Francisco Graña Garland, un importante empresario que era presidente del directorio del diario La Prensa (7 de enero de 1947). Como dicho diario realizaba entonces una persistente campaña antiaprista, se acusó del crimen a los apristas. El sector antiaprista, encabezado por Pedro Beltrán Espantoso, arremetió entonces contra el aprismo, comparando el homicidio con el de Antonio Miró Quesada de la Guerra, el director de El Comercio, que fuera victimado en 1935 por Carlos Steer Lafont, un joven aprista. 
El “crimen Graña” significó el comienzo de la ruptura entre Bustamante y el APRA. El gabinete ministerial que presidía el doctor Portugal renunció y se conformó otro, presidido por el contralmirante José R. Alzamora. Como ministro de Gobierno fue nombrado el general Manuel Odría, un antiaprista radical, a quien se encomendó la investigación del crimen Graña.
La crisis política llegó a un momento crucial al producirse una inusitada huelga parlamentaria, manipulada por un grupo de senadores denominados "independientes" (antiapristas), quienes se negaron a concurrir al Senado el 28 de julio de 1947 para instalar el Congreso de ese año. La intención de dichos senadores era dejar sin quorum el Senado para evitar la aprobación del “Contrato de Sechura”. La Constitución establecía que ambas cámaras del Congreso, la de senadores y la de diputados, debían funcionar simultáneamente; de lo contrario, se producía el receso parlamentario. Bustamante gobernó entonces sin Parlamento, mediante decretos-leyes, pues no podía hacer otra cosa, y el APRA lo acusó de haber maquinado todo ello para inmovilizar a la oposición.
En agosto de 1947, trabajadores de varias empresas, instigados políticamente, amenazaron con una huelga general, lo que obligó al gobierno a suspender las garantías por treinta días. El 1 de septiembre del mismo año, alumnos del Colegio Guadalupe de Lima se declararon en huelga y provocaron desórdenes callejeros, que se saldó con la muerte de un alumno.
A fines de octubre de 1947 se conformó otro gabinete, predominantemente militar, presidido por el contralmirante Roque A. Saldías, en el que continuó el general Odría como ministro de Gobierno y Policía. Este gabinete tuvo que hacer frente a la difícil situación creada por el accionar aprista y la reacción antiaprista. El 16 de febrero de 1948 fue asesinado en Cerro de Pasco el prefecto del departamento de Pasco, Francisco Tovar Belmont. Este crimen, según se afirmó, fue instigado y dirigido por el partido aprista. A raíz de ello, el gobierno suspendió las garantías constitucionales por quince días.
El 28 de febrero de 1948, el presidente Bustamante dirigió un dramático mensaje a la nación, donde denunció la irresponsable política que hacía el aprismo, que para entonces se había apoderado de los organismos claves de la administración pública y realizaba una campaña de desprestigio del gobierno en el exterior, restringiendo así las inversiones de capital extranjero.
El premier Saldías propuso poner fuera de la ley al aprismo, lo que fue rechazado por Bustamante; en respuesta, Saldías y su gabinete renunciaron en junio de 1948. Le sucedió el gabinete presidido por el general Armando Revoredo Iglesias, que estuvo integrado por algunos civiles y que sería el último gabinete del gobierno.

### El Levantamiento Antiaprista de Alfonso Llosa
El 4 de julio de 1948 estalló la sublevación antiaprista del comandante Alfonso Llosa G. P., en Juliaca, que fracasó, pero fue un signo del malestar de los altos mandos militares quienes consideraban débil la actuación del presidente frente a los apristas, quienes continuaron cometiendo acciones terroristas en diversos lugares del país.
A fin de dar solución al problema planteado en el Congreso por el receso o el ausentismo de los parlamentarios, Bustamante propuso, en julio de 1948, la convocatoria a un Congreso Constituyente integrado por los congresistas electos en 1945 y un número adicional elegido por lista incompleta y en distrito electoral único. Este proyecto no se concretó, pues algunos meses después se produjo el golpe de Estado de Odría.

### Crisis económica-social
En el aspecto económico se produjeron serias dificultades. La inflación crecía y los salarios perdían su poder adquisitivo. Continuó la escasez de productos de primera necesidad, que solo podían obtenerse en los “estanquillos” si se presentaba el carné de militante aprista. Se hacían colas desde tempranas horas de la madrugada para poder adquirir aceite, arroz y otros productos de primera necesidad.
Frente al malestar social, que se manifestó en huelgas, Bustamante aplicó una política de asistencia social, de inspiración aprista. Por ejemplo, subsidió los productos de primera necesidad, es decir importó alimentos para venderlos directamente al consumidor a precios más bajos de los normales. Esto solo produjo especulación y la inevitable corrupción. Todo lo cual significó un peligroso crecimiento del gasto público, sin ampliarse la recaudación tributaria. Otras medidas aplicadas por Bustamante, como el control de cambios y los controles de precios, no variaron la aguda situación. 
Por su parte, los exportadores (el famoso “clan exportador” de oro, algodón, lana, arroz y azúcar) reclamaron la eliminación total del control de cambios y de la restricción de las importaciones, que les afectaba directamente a los bolsillos; al ver frustrados sus deseos, tramaron el golpe de Estado con los militares.

### Obra

#### Política
Para enfrentar la crisis económica, el gobierno dio una serie de medidas:
- Estimuló el desarrollo de las industrias a bases de yute y el rayón.
- Declaró el libre comercio del oro en la República del Perú.
- Reorganizó la Dirección de Bienes Nacionales.
- Redujo los gastos públicos y la emisión inorgánica del circulante.
- Intensificó la explotación de la goma a través de la Corporación del Amazonas.

#### Política agropecuaria
- Para elevar el volumen de la producción de alimentos, así como para regular su distribución, el gobierno creó organismos especiales.
- Fue creada la Dirección de Experimentación Agrícola, como organismo dependiente del Ministerio de Agricultura y orientada a la investigación agrícola.
- Se realizaron experimentos para la obtención de nuevas variedades de algodón, maíz, trigo y papa.
- Se impulsó la política colonizadora, atendiendo de manera especial a las colonias de Tingo María, Satipo y Marcapata, a las que se proporcionaron semillas, ganado y herramientas a los colonos.
- Se establecieron los centros agropecuarios de Villa Rica, San Martín, Jivia, Cutervo, Bagua y Jaén.
- Se impulsó la piscicultura, al crearse la Dirección de Pesquería con sus secciones: Oceánica y de Piscicultura. Las compañías pesqueras dedicadas al enlatado de pescado (para consumo interno y para la  exportación) aumentaron significativamente su producción.

#### Política educacional
- Se declaró la gratuidad de la enseñanza en todos sus niveles.
- Se promulgó un nuevo Estatuto Universitario, que implantó el sistema de cogobierno.
- Se elaboró un nuevo Plan de Estudios para la educación secundaria que implantó los sistemas de Estudio Dirigido y Plan de Colegio.
- Se impulsó la educación técnica industrial y la educación rural, creándose los primeros núcleos educativos campesinos, en la gestión ministerial de Luis E. Valcárcel.
- Se aumentó el número de jardines de infancia, así como el de escuelas primarias, dotándoselas del material correspondiente.
- A modo de experimentación se crearon escuelas vespertinas y nocturnas para adultos de ambos sexos.
- Se crearon colegios nacionales en Huamalíes, Tayacaja y Lima. En esta última se fundaron el Colegio Bartolomé Herrera para varones y el Colegio María Parado de Bellido para mujeres.
- Se fundó el Museo Pedagógico Nacional, destinado a conservar material didáctico.
- En 1947 se reabrió la Biblioteca Nacional del Perú, que había sido destruida en el incendio de 1943.

#### Política internacional
- El Perú participó en diversos certámenes y reuniones de carácter internacional y normalizó sus relaciones diplomáticas con varios países, interrumpidas a raíz de la guerra mundial.
- Por el histórico Decreto Supremo expedido el 1 de agosto de 1947 y firmado por el canciller Enrique García Sayán, se extendió la soberanía y la jurisdicción del Perú sobre la plataforma marítima, el zócalo continental y el mar hasta 200 millas.
- Se continuó la delimitación de la frontera con el Ecuador de acuerdo a lo establecido en el Protocolo de Río de Janeiro de 1942.
- Se construyó el Canal Internacional en el río Zarumilla, en la frontera con el Ecuador.

#### Fomento y obras públicas
- Se implementó un Plan Nacional de Vivienda, con el fin de construir unidades habitacionales. Así se creó la Corporación Nacional de la Vivienda (CNV) y se construyó la Unidad Vecinal n.º 3, cerca del Callao, destinada a albergar a 5.000 familias.
- Se dotó de agua potable a más de 20 poblaciones en el interior.
- Se iniciaron los estudios para irrigar las pampas de Piura, Ica, Majes y Siguas.
- Se empezaron los trabajos de irrigación de las pampas de Chao, Moche y Virú, en La Libertad.
- Se hizo la casi total irrigación de las pampas de La Ensenada y Mejía, en Arequipa.
- Se construyó la represa de Pacocha.
- Se mejoraron los caminos de penetración a la selva (Huánuco-Pucallpa y Olmos-Marañón).
- Se creó la Corporación Peruana de Turismo, para fomentar esta actividad.
- Se estableció la Corporación Nacional de Vapores, modernizando la antigua Compañía Peruana de Vapores.
- En 1948 se creó la Empresa Petrolera Fiscal, como parte del Ministerio de Fomento y Obras Públicas, para la explotación de los yacimientos petrolíferos estatales del norte del país. El gobierno firmó el “Contrato de Sechura” por el que autorizaba a la empresa estadounidense Internacional Petroleum Company (IPC) a explorar, y eventualmente, a explotar yacimientos petrolíferos en el desierto de Sechura, en el norte del país. Esto produjo, como ya vimos, un intenso debate nacional y provocó una crisis parlamentaria. A la postre se demostraría que en Sechura no había yacimientos petrolíferos.

#### Salud pública, trabajo y asistencia social
- Se reorganizaron los servicios administrativos del Ministerio de Salud Pública y Asistencia Social.
- Se continuó la política del Seguro Social Obrero con el establecimiento de centros asistenciales.
- Se realizó una intensa campaña contra las enfermedades infecto-contagiosas.
- Se inauguraron los hospitales de Cañete y Chincha y se dejó en construcción los de Trujillo y La Oroya. En Lima se construyó el Hospital Bravo Chico (hoy Hipólito Unanue), para los enfermos de tuberculosis.
- Se firmaron convenios sanitarios con Chile, Bolivia y Ecuador.
- Se creó el Departamento de Higiene Industrial, como entidad dependiente del Ministerio de Salud y encargada de velar por la salud del obrero.
- Se reconoció el derecho de asociación de los empleados públicos, pero con la condición de no adoptar la denominación sindicato, ni promover huelgas.
- Se extendió al término de 30 días el goce vacacional de los obreros estatales y compañías fiscalizadas.
- Se incorporó a los vendedores de revistas y periódicos al seguro social obrero.
- Se reconoció el derecho de jubilación a los empleados que hubiesen cumplido 40 años de servicios en las empresas con un capital superior a 2'000.000 de soles.
- En 1947 se dio la Ley del Yanaconaje, cuyo propósito era mejorar la distribución de los ingresos en el sector agrario, así como modernizar las relaciones laborales entre los campesinos y los hacendados. Por esta ley se fijó una remuneración salarial dentro de las haciendas y prohibió el desalojo de los campesinos de las tierras donde trabajaban.

#### Defensa nacional
- En el sector del Ejército se impulsaron medidas para capacitar al soldado para su desempeño en alguna actividad manual al término de su servicio.
- En la Marina se mejoraron los servicios de la base naval de San Lorenzo, se adquirieron dos fragatas, un petrolero, dos buques minadores, dos remolcadores y otros barcos auxiliares.
- En el arma aérea se inauguró el Instituto de Sanidad de Aeronáutica, se creó la Academia de Guerra Aérea y se renovaron los planes de estudio de la Escuela de Oficiales de Aeronáutica.

### Golpe de Estado de 1948

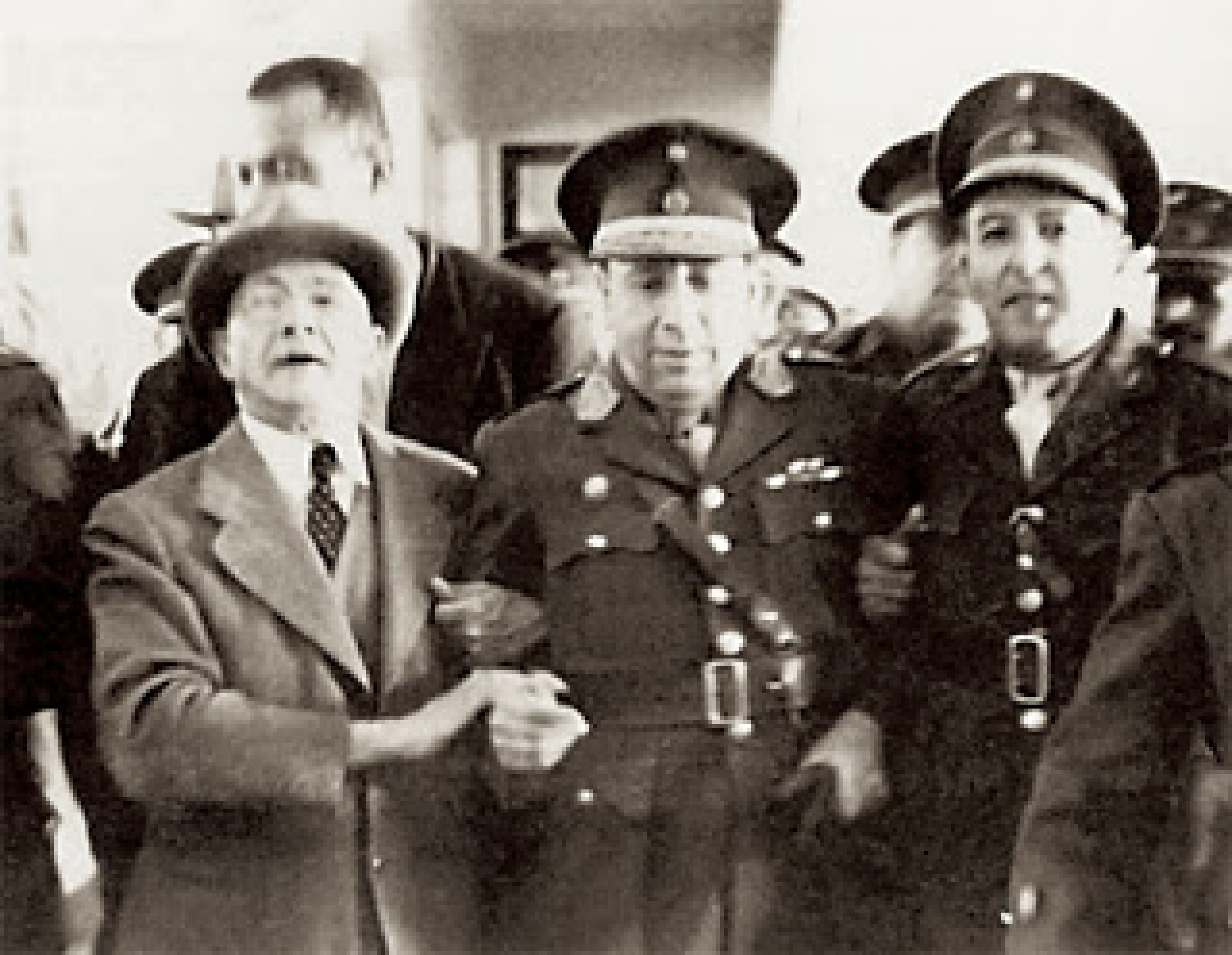
El golpe de Estado de Manuel A. Odría el 27 de octubre de 1948.

Ante la terrible crisis política, económica y social, los militares antiapristas encabezados por el general Manuel Odría tramaron dar un golpe de Estado, instigados por la oligarquía. Simultáneamente, los apristas maquinaban su propio golpe de Estado apoyando a otro grupo de militares, bajo la condición de que éstos inmediatamente convocaran a elecciones libres en el que podría participar el APRA. Este plan contaba con la aprobación de Haya de la Torre. Sin embargo, había sectores radicales en el APRA (la llamada “izquierda aprista”) que querían precipitar los hechos. El 3 de octubre de 1948 estos apristas radicales fomentaron la rebelión de marineros en el Callao, los cuales atacaron el cuartel del Batallón I 39 y la comisaría del Callao. Dirigidos por el capitán de fragata Enrique Águila Pardo y el comandante Mosto, ambos de filiación aprista, los amotinados apresaron a los jefes y oficiales de la Escuela y el Arsenal Naval. Esta rebelión fue aplastada sangrientamente por efectivos de la Escuela Militar de Chorrillos y la Guardia de Asalto, al mando del general Zenón Noriega. El gobierno declaró suspendidas las garantías constitucionales y ordenó ocupar los locales de los diarios apristas La Tribuna y El Callao, así como la sede de radio Alegría. Finalmente, Bustamante puso fuera de la ley al partido aprista por decreto expedido el 4 de octubre, pero ya era muy tarde.
El 27 de octubre de 1948, Odría, a la cabeza de la guarnición de Arequipa, se levantó en contra del gobierno, proclamando una “Revolución Restauradora”. Otras guarniciones importantes, como la del Cuzco, dudaron en plegarse, pero el triunfo del movimiento se decidió cuando la guarnición de Lima, al mando del general Zenón Noriega se sumó a Odría. Bustamante, que se negó a renunciar, fue trasladado a la fuerza al aeropuerto de Limatambo y subido en un avión con destino a Buenos Aires, Argentina (29 de octubre). 
Bustamante declaró posteriormente que el fin de la democracia fue causado por el bloqueo que su gobierno sufrió por parte de un partido como el aprista, demagógico y hegemonista, así como por obra de una oligarquía feudal y reaccionaria. En su libro Tres años de lucha por la democracia en el Perú expuso más detalladamente su paso por la presidencia y el siniestro papel que correspondió a los apristas en la ruptura del orden constitucional. En 1955, cuando aún regía el gobierno militar de Odría, retornó al Perú, pero pese a la insistencia de sus simpatizantes no quiso candidatear a la presidencia en las elecciones de 1956, en las que a la postre resultó triunfador Manuel Prado Ugarteche, merced a una transacción con los apristas.

## Acontecimientos diversos
- El 18 de febrero de 1946 el papa Pío XII elevó a la dignidad cardenalicia al arzobispo de Lima, monseñor Juan Gualberto Guevara. Era la primera vez en 400 años de catolicismo que un obispo peruano recibía tal distinción.
- El 14 de abril de 1946, el delantero del club Universitario de Deportes “Lolín” Fernández (hermano de Lolo Fernández), anota 6 goles a su clásico rival, Alianza Lima.
- El 28 de octubre de 1946, se inaugura en Lima el monumento a la memoria del almirante Miguel Grau en la plaza que desde entonces lleva su nombre, ubicada entre el Paseo de la República, la Avenida Grau y el Paseo Colón. Es un bello conjunto de granito y bronce. El presidente Bustamante leyó en tal ocasión un discurso bellísimo y lleno de profundidad.
- El 28 de abril de 1947 parte del Callao una expedición científica encabezada por el noruego Thor Heyerdahl, a bordo de la balsa Kon-Tiki, con destino a la Polinesia. Su propósito era probar la teoría de que en la época prehispánica se realizaron viajes en balsas entre Oceanía y Sudamérica. Tras 101 días de viaje y de recorrer 8 mil km, la expedición llegó a su destino.
- El 3 de junio de 1947 fallece en Lima el destacado arqueólogo peruano Julio C. Tello, descubridor de las culturas Chavín y Paracas.
- El 2 de agosto de 1948 el tirador peruano Edwin Vásquez gana la medalla de oro en tiro libre, en los Juegos Olímpicos de Londres. Se trata de la primera y única vez que un deportista peruano ha obtenido la presea dorada olímpica.

## Autoridades

### Ministros
| Ministerio                           | Ministros | Periodo |
| ------------------------------------ | --- | --- |
| Presidencia del Consejo de Ministros | Rafael Belaúnde Diez Canseco Julio Ernesto Portugal José Alzamora Freundt Roque Saldías Maninat Armando Revoredo Iglesias                                             | 28 de julio de 1945 - 31 de enero de 1946 31 de enero de 1946 - 12 de enero de 1947 12 de enero de 1947 - 30 de octubre de 1947 30 de octubre de 1947 - 17 de junio de 1948 17 de junio de 1948 - 27 de octubre de 1948                                                                                                 |
| Relaciones Exteriores                | Javier Correa Elías Enrique García Sayán Armando Revoredo Iglesias | 28 de julio de 1945 - 24 de enero de 1946 24 de enero de 1946 - 28 de febrero de 1948 27 de febrero de 1948 - 27 de octubre de 1948 |
| Agricultura y alimentación           | Enrique Basombrío Echenique Oswaldo Gonzales Tafur Luis Rosé Ugarte Pedro Venturo Zapata Armando Zamudio Colmenares Rómulo Ferrero Rebagliati Carlos Alzamora Elster  | 28 de julio de 1945 - 3 de octubre de 1945 3 de octubre de 1945 - 2 de enero de 1946 2 de enero de 1946 - 16 de enero de 1947 16 de enero de 1947 - 27 de febrero de 1948 27 de febrero de 1948 - 30 de junio de 1948 30 de junio de 1948 - 3 de septiembre de 1948 3 de septiembre de 1948 - 27 de octubre de 1948     |
| Salud, Trabajo y Asistencia Social   | Julio Óscar Trelles Montes Julio Ernesto Portugal Alberto Hurtado Abadía Manuel R. Nieto Chipoco Arturo Jiménez Pacheco Alberto Hurtado Abadía                        | 28 de julio de 1945 - 22 de enero de 1946 23 de enero de 1946 - 11 de enero de 1947 12 de enero de 1947 - 30 de octubre de 1947 31 de octubre de 1947 - 28 de febrero de 1948 1 de marzo de 1948 - 17 de junio de 1948 18 de junio de 1948 - 27 de octubre de 1948                                                      |
| Hacienda y Comercio                  | Rómulo Ferrero Rebagliati Carlos Montero Bernales Manuel Vásquez Díaz Luis Echecopar García Roque Saldías Maninat Manuel B. Llosa Argüelles Rómulo Ferrero Rebagliati | 28 de julio de 1945 - 1 de octubre de 1945 1 de octubre de 1945 - 29 de enero de 1946 29 de enero de 1946 - 13 de enero de 1946 13 de enero de 1946 - 24 de febrero de 1948 27 de febrero de 1948 - 17 de junio de 1948 17 de junio de 1948 - 17 de septiembre de 1948 17 de septiembre de 1948 - 27 de octubre de 1948 |
| Justicia y Trabajo                   | Luis Alayza y Paz Soldán Ismael Bielich Flores José Alzamora Freundt Armando Artola del Pozo Alejandro Villalobos Carranza José León Barandiarán                      | 28 de julio de 1945 - 7 de octubre de 1945 20 de octubre de 1945 - 11 de enero de 1947 11 de enero de 1947 -30 de octubre de 1947 30 de octubre de 1947 - 27 de febrero de 1948 27 de febrero de 1948 - 17 de julio de 1948 17 de julio de 1948 - 27 de octubre de 1948                                                 |
| Educación pública                    | Jorge Basadre Grohmann Luis E. Valcárcel Cristóbal de Losada y Puga Óscar Torres Velásquez Honorio Delgado Espinoza                                                   | 28 de julio de 1945 - 7 de octubre de 1945 7 de octubre de 1945 - 11 de enero de 1947 11 de enero de 1947 - 30 de octubre de 1947 30 de octubre de 1947 - 17 de junio de 1948 17 de junio de 1948 - 27 de octubre de 1948                                                                                               |
| Fomento y Obras Públicas             | Enrique Góngora Pareja César Elías Gonzales Alfredo Fort Magot Jorge Sarmiento Calmet Bernardino Vallenas Alfredo Llosa Gonzales                                      | 28 de julio de 1945 - 31 de enero de 1946 |
| Gobierno y Policía                   | Rafael Belaúnde Diez Canseco Manuel E. Rodríguez Manuel Odría Amoretti Julio César Villegas Cerro                                                                     | 28 de julio de 1945 - 31 de enero de 1946 31 de enero de 1946 - 12 de enero de 1947 12 de enero de 1947 - 17 de junio de 1948 17 de junio de 1948 - 27 de octubre de 1948 |
| Aeronáutica                          | Carlos A. Gilardi Vera Enrique Góngora Pareja Armando Revoredo Iglesias Ergasto Silva Guillén                                                                         | 28 de julio de 1945 - 31 de enero de 1946 31 de enero de 1946 - 12 de enero de 1947 12 de enero de 1947 - 27 de febrero de 1948 27 de febrero de 1948 - 27 de octubre de 1948 |
| Marina                               | José R. Alzamora Freundt Enrique Labarthe Durand Manuel R. Nieto Chipoco Roque A. Saldías Maninat Mariano H. Melgar Conde                                             | 28 de julio de 1945 - 23 de enero de 1946 23 de enero de 1946 - 11 de enero de 1947 11 de enero de 1947 - 30 de octubre de 1947 30 de octubre de 1947 - 27 de febrero de 1948 27 de febrero de 1948 - 27 de octubre de 1948                                                                                             |
| Guerra                               | Óscar Torres Velásquez Antonio Luna Ferreccio José del Carmen Marín Armando Artola del Pozo Héctor Martínez Fernandini                                                | 28 de julio de 1945 - 21 de julio de 1946 21 de julio de 1946 - 11 de enero de 1947 11 de enero de 1947 - 27 de febrero de 1948 27 de febrero de 1948 - 17 de julio de 1948 17 de julio de 1948 - 27 de octubre de 1948                                                                                                 |

| Predecesor: Primer gobierno de Manuel Prado Ugarteche | Gobierno del Perú 28 de julio de 1945 - 29 de octubre de 1948 | Sucesor: Ochenio de Manuel Odría |